# 南極步行蟲屬
南極步行蟲（學名:Antarctotrechus）是一屬已滅絕的步行蟲，生存於中新世的南極洲，當時南極洲處於溫帶地區。

## 詞源
種名取自昆蟲學家喬治·鮑爾（George Ball）